# Луговое (Кинешемский район)
Луговое — деревня в Кинешемском районе Ивановской области. Административный центр Луговского сельского поселения. На северо-западе граничит с районным центром городом Кинешма. Расстояние от центра деревни Луговое до центра Кинешмы  — 4 км.

## География
Расположено в центральной части Кинешемского района. Через северную часть деревни протекают реки Томна и её приток Туртовка.

## История
В XVIII веке в Зименковской волости Кинешемского уезда Костромской губернии Луговое упоминается среди свыше двадцати деревень.
В 1902 году в Луговом имелось 17 дворов, 19 хозяйств. Население составляло 98 человек, из них 42 мужчины, 50 женщин, 6 детей дошкольного возраста. Первоначально основная часть деревни находилась под горой.
Деревня начала бурно развиваться с начала 1960-годов, когда началось строительство Кинешемской птицефабрики. В Луговом были построены многоэтажные дома, появились новые улицы, численность населения быстро возросла. В 1970—1977 годах были возведены первые четырехэтажные здания. Большую часть населения деревни составляли молодые рабочие. Квартиры в новых домах в основном получали именно они, поэтому одна из улиц деревни получила название Молодежной. В 1979 году было построено новое здание Луговской средней школы.
В настоящее время Луговое одна из крупнейших деревень Кинешемского района.
В День Села присваивается звание Почётный житель Луговского сельского поселения.

## Население
| 1872 | 1897 | 1907 | 2002  | 2010  |
| ---- | ---- | ---- | ----- | ----- |
| 56   | ↗86  | ↗91  | ↗1313 | ↘1199 |

## Инфраструктура
- Луговская средняя общеобразовательная школа
- детский сад
- ФАП
- отделение «Почта России»
- дом культуры
- библиотека.
- к югу от деревни, за пределами её территории — ОАО «Птицефабрика „Кинешемская“», занимающаяся птицеводством[2]
- памятник погибшим воинам деревни Луговое
- школа искусств

## Транспорт
Деревня доступна автотранспортом. Через деревню проходит дорога регионального значения Кинешма — Юрьевец — Пучеж — Пурех.
- две автобусные остановки